# Twyfelfontein

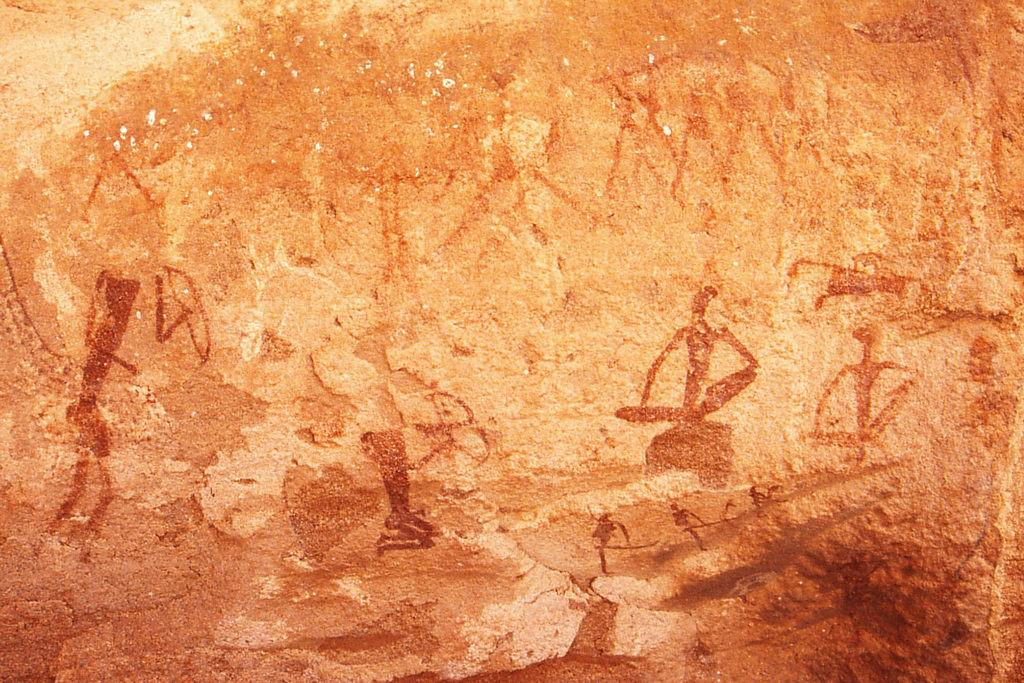
A ritka sziklarajzok egyike

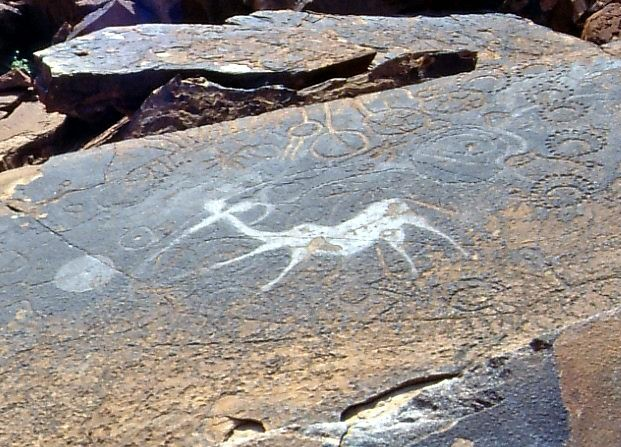
A „Táncoló Kudu“, körülötte absztrakt díszek

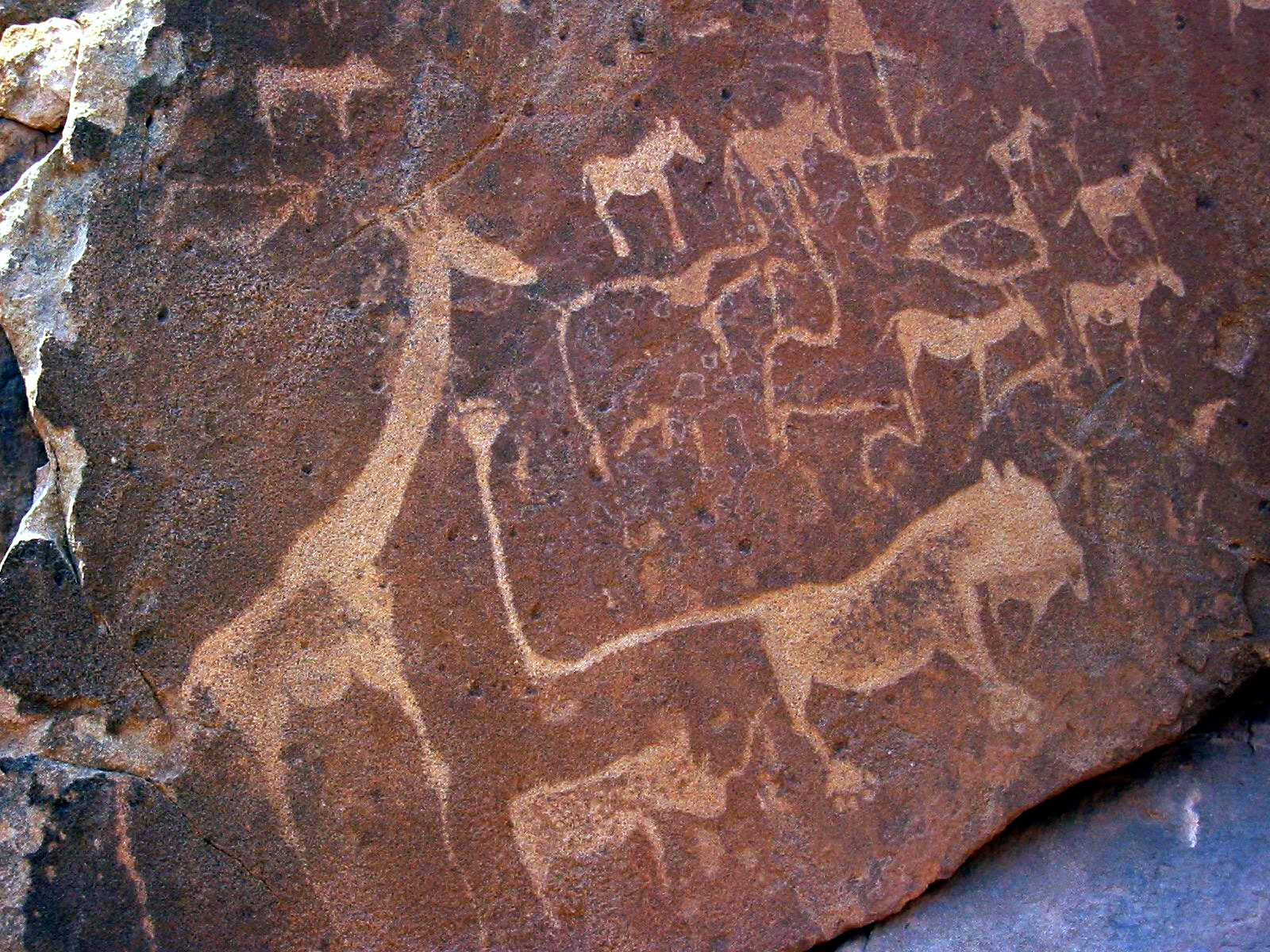
„Az oroszlános tábla“ (figyelemreméltó az oroszlán farkának és útjának ábrázolása a mancsok helyett)

Twyfelfontein (jelentése: A kétség forrása) a namíbiai Damara hegyvidéken található egyik forrás és völgy neve. A völgyet a hely eredeti őslakói, a damara törzs régen Uri-Ais, azaz szökkenő forrás néven emlegette. Amikor 1947-ben fehérbőrű földművesek telepedtek itt le, a patak már nem bizonyult olyan megbízható vízforrásnak, ezért lett új neve Twyfelfontein. 1964-ben felhagytak itt a földműveléssel. Ma már az egész völgy a patak nevét viseli.

## Sziklarajzok
Twyfelfontein környékén több, mint 2500 vésett sziklarajzot (petroglifát) és egyetlen festett sziklaképet tártak fel. 1952-ben a völgy nemzeti védettséget kapott a namíbiai kormánytól, miután számos sziklavésetet elloptak. Nem tisztázott, ki fedezte fel a rajzokat a gyarmati időkben. Egyes források Volkmann földmérőt, mások pedig a kollégáját, Reinhard Maackot nevezik meg. 
2007-ben vette föl az UNESCO a Világörökségek listájára.

### Kora
Nehéz megbecsülni a sziklarajzok korát, mivel ehhez csak közvetett támpontokat használhatunk, mint például a sziklafelület kopottságának mértéke. Az idő múlásával a véset színe a szikla eredeti színéhez közelít. A folyamat zajlásának sebessége elsősorban az időjárás, és más tényezők függvénye. Ma az az álláspont tartja magát, miszerint a vésetek hat különböző időszakban készültek Kr. e. 300 és az 1800-as évek között.

### Keletkezése
A vésetek készítéséhez nem használtak fémeszközt, ami minden bizonnyal kivételesen fáradságos módszer lehetett. Akkoriban a mainál valamivel puhábbak lehettek a sziklafelszínek, mivel még nem rakódott le rájuk a ma mindenhol látható nagyon kemény, lakkszerű réteg. A vésetek mellett mindenhol megtalálható kvarcszemcsékből arra következtetünk, hogy kvarcot használtak a minták kivájására. 

### Motívumok
A képek vadászjeleneteket ábrázolnak. A vadászok íjjal és nyíllal vannak felfegyverkezve. Az ábrázolásokon szereplő állatok között látunk zsiráfot, antilopot, zebrát, oroszlánt, és az időközben a kihalás szélére került szélesszájú orrszarvút. Csodálatos módon itt, mintegy 100 km-re a tengertől egy fóka is szerepel a képen! Az állatábrázolásokon kívül, amelyek az állat útvonalát is leképezik, absztrakt rajzokat is látunk. Ezek jelentése ma még ismeretlen előttünk. Valószínűleg az előbbi, kultikus célú képek mellett ezeknek a gyermekek tanítását, illetve a vadászoknak adott utasítások kiadását szolgálták. 
A két legismertebb véset egyike a Táncoló kudu, egy kb. 20 cm nagyságú állatfigura, azaz egy kudura emlékeztető táncoló állatfigura, a másik pedig az „Oroszlán”, amelyen egy hatalmas mancsú oroszlán látható, amely elsősorban háromszögvégű farka miatt szembetűnő.

### Látogatás
A történelem eme különleges tanúit a turisták egy hegyi ösvényen közelíthetik meg, amely rögtön a kifutópálya végénél található parkolónál kezdődik. A vandalizmus és egyéb bűntettek (pl. a jobb fénykép készítése érdekében a véseteket vízzel és egyéb folyadékkal mossák le) megelőzése érdekében a sziklarajzok csak kísérettel tekinthetők meg. Az enyhén emelkedő hegyoldalon sok helyen a földön találhatók a vésetek. 

## Fordítás
- Ez a szócikk részben vagy egészben  a   Twyfelfontein című német Wikipédia-szócikk ezen változatának fordításán alapul.  Az eredeti cikk szerkesztőit annak laptörténete sorolja fel. Ez a jelzés csupán a megfogalmazás eredetét és a szerzői jogokat jelzi, nem szolgál a cikkben szereplő információk forrásmegjelöléseként.

## Külső hivatkozások
- Twyfelfontein az UNESCO világörökség honlapján
- Részletes cikk a sziklarajzokról
- Sok fotó